# 熱帶風暴紅霞 (2008年)

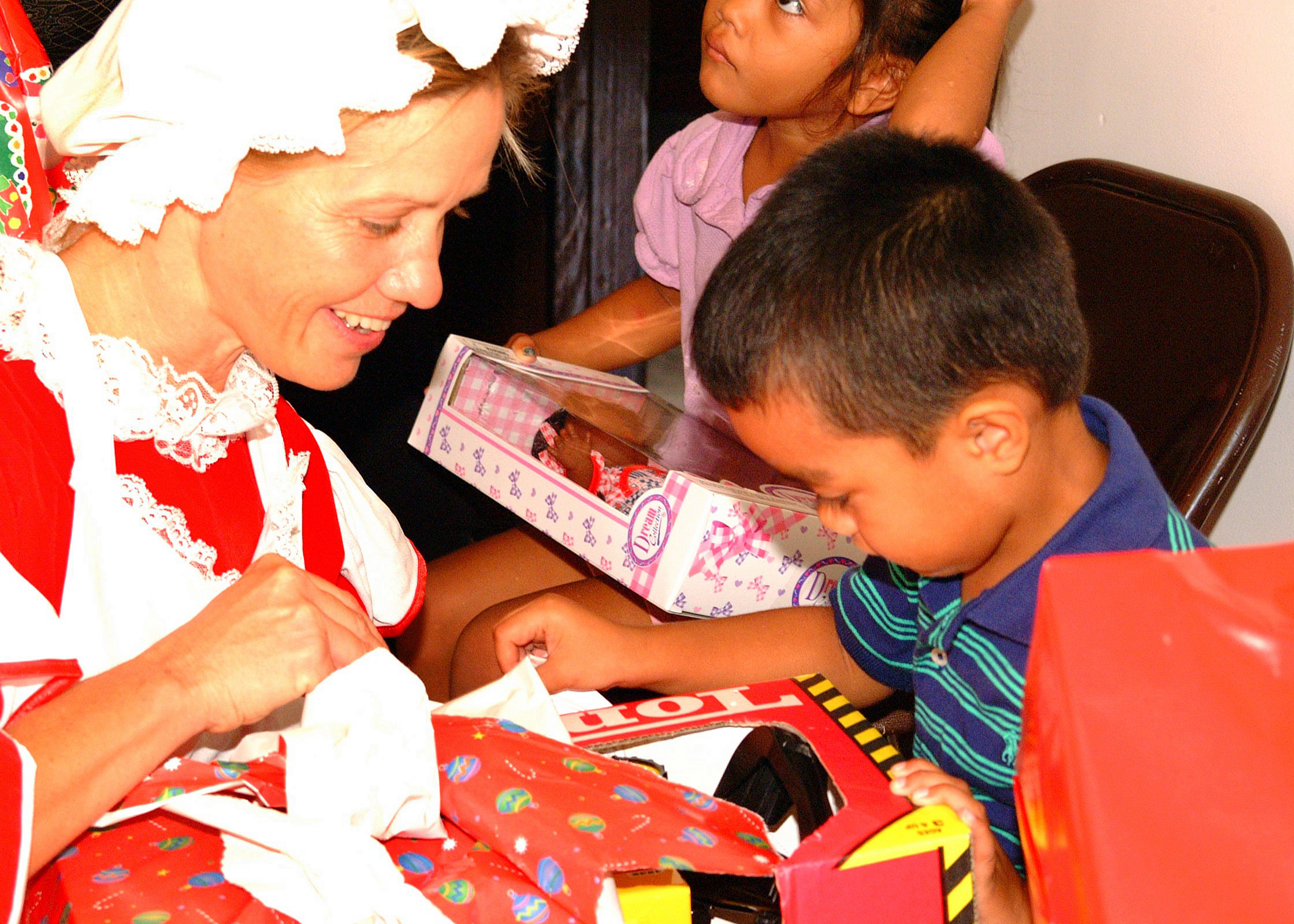
关岛美国海军医院的美国海军中尉丽莎·布劳恩将玩具送给因风暴导致无家可归的儿童，现场还在为这些儿童举办圣诞节活动。

熱帶風暴紅霞（中國大陸及香港譯作紅霞。菲律賓大氣地理天文部門名稱：Tonyo；國際編號：0821；JTWC編號：26W）是2008年太平洋颱風季的一個熱帶氣旋。
「紅霞」是朝鮮所提供的名稱，意思是指紅色的天空。
此名首次使用，取代重創關島而被除名的鳳仙。

## 發展過程及路徑
2008年11月12日，一熱帶擾動於菲律賓棉蘭老島以東的海域形成。當天，聯合颱風警報中心把此熱帶擾動評為「POOR」。翌日，此熱帶擾動逐漸移向向菲律賓巴拉望島，菲律賓大氣地球物理和天文管理局把此熱帶擾動升格為熱帶低氣壓，並命名「Tonyo」。
直到11月16日，聯合颱風警報中心把此熱帶擾動升格為熱帶低氣壓，並給予編號26W。同日，熱帶低氣壓26W移動到南海，菲律賓大氣地球物理和天文管理局亦此為26W作出最後報告。同日，熱帶低氣壓26W曾短期增強為熱帶風暴。11月17日，登陸越南南部並減弱為熱帶低氣壓，並於當天晚上消散。

## 影響

### 越南
熱帶風暴紅霞於11月17日登陸越南，並於晚上消散並減弱為低壓區。據當地報導指，受熱帶風暴紅霞影響，越南當地沿岸地區出現水浸，並有15死8傷，另外2人失蹤。超過100艘漁船沉沒及超過8000公頃農作物受損。

## 外部連結
- 最新[永久]日本氣象廳報告
- 最新聯合颱風警報中心報告
- 最新 （页面存档备份，存于）台灣中央氣象局報告
- 最新菲律賓大氣地理天文部門報告
- 最新香港天文台路徑圖
- 最新澳門地球物理暨氣象局現時熱帶氣旋報告
- 最新 （页面存档备份，存于）中國氣象局
- （页面存档备份，存于）